# Larsenianthus assamensis
Larsenianthus assamensis är en enhjärtbladig växtart som beskrevs av S.Dey, Mood och S.Choudhury. Larsenianthus assamensis ingår i släktet Larsenianthus och familjen Zingiberaceae. Inga underarter finns listade i Catalogue of Life.

## Bildgalleri

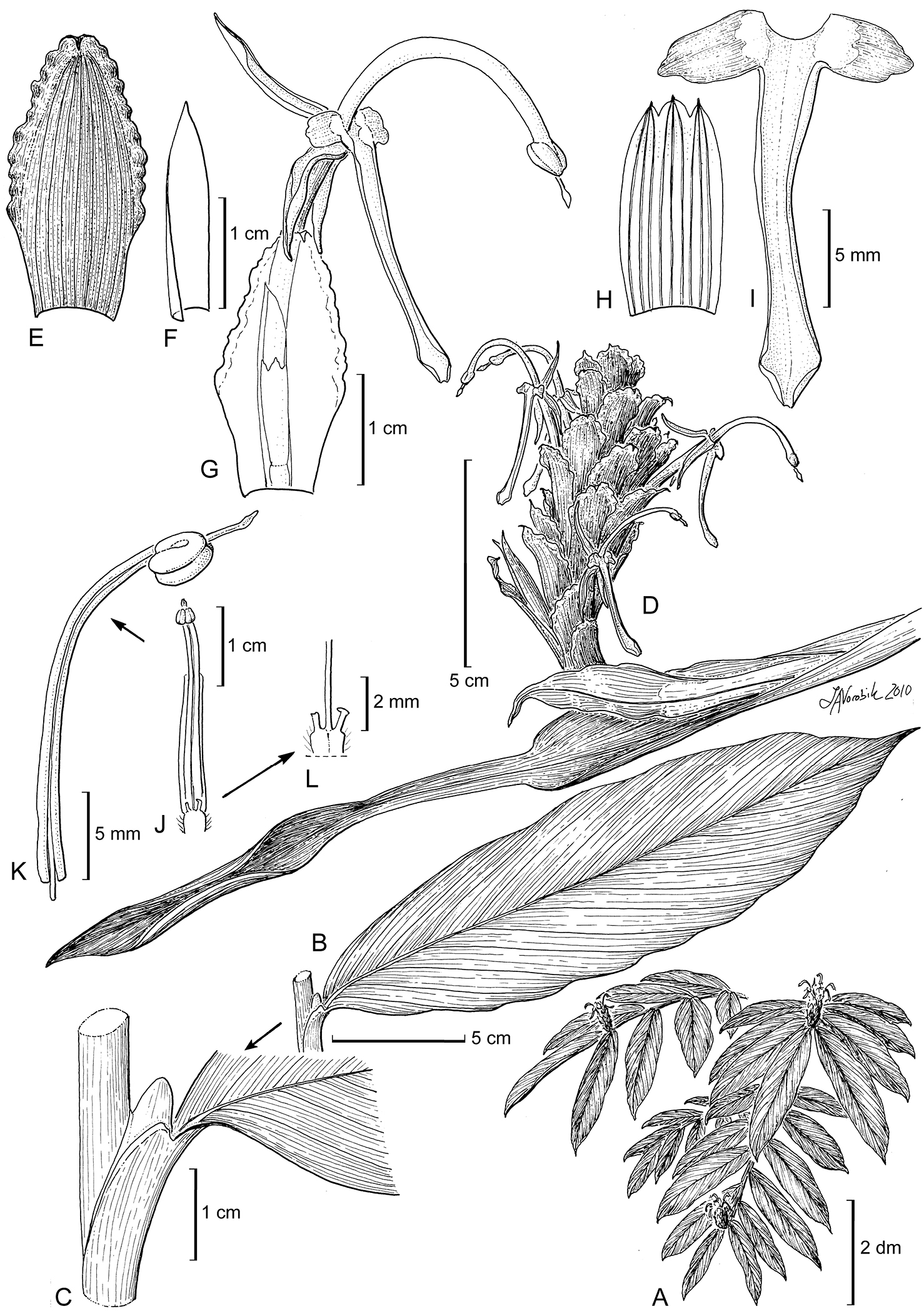
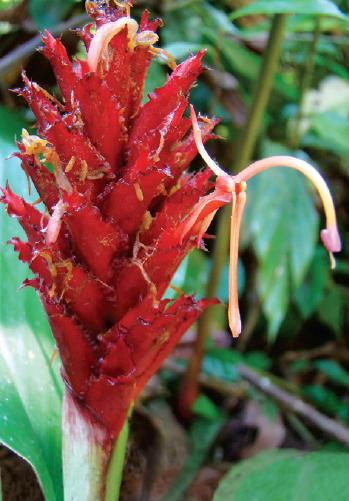